# Мечка (Плевенська область)
Ме́чка (болг. Мечка) — село в Плевенській області Болгарії. Входить до складу общини Плевен.

## Населення
За даними перепису населення 2011 року у селі проживали 770 осіб.
Національний склад населення села:
| Національність   | Кількість осіб | Відсоток |
| ---------------- | -------------- | -------- |
| болгари          | 419            | 58,5%    |
| турки            | 248            | 34,6%    |
| цигани           | 17             | 2,4%     |
| інша             | 3              | 0,4%     |
| не визначились   | 29             | 4,1%     |
| Всього відповіли | 716            |          |

Розподіл населення за віком у 2011 році:
Динаміка населення: